# 温州体育中心
温州体育中心位于浙江省温州市鹿城区，1996年投入使用，主要建筑包括体育馆、游泳馆、体育场、射击馆等。主要用途有大型体育赛事、文艺演出、集会、全民健身、演唱会等等。

## 体育馆
体育馆建筑面积20206平方米，固定座位4767个，活动座位488个，内设有羽毛球馆等设施。

## 跳水游泳馆
游泳跳水馆建筑面积17700平方米，看台座位2000个，有游泳比赛池、跳水池、训练池、热身池各一个。

## 体育场
体育场有看台座位18000个，建有符合国际标准400米塑胶跑道，足球场草坪和供夜间比赛使用的50米高塔灯。

## 主要活動
溫州體育中心體育場經常作為各類演出及商業演唱會及體育的舉辦場地。

### 體育比賽
2024年中国足协杯决赛
2025年中国足球乙级联赛温州俱乐部主场

### 文娛演出
1998年9月10日-11日，刘德华《刘德华98中国之旅演唱会》（溫州站）
1999年5月27日，張學友《友個人99世界巡迴演唱會》（溫州站）
1999年10月26日，黎明《Happy 2000中國之旅巡迴演唱會》（溫州站）
2000年7月21日，任賢齊《浪漫風暴世界巡迴演唱會》（溫州站）
2001年，《同一首歌》（溫州站）
2002年10月26日，張惠妹《A級娛樂世界巡迴演唱會》（溫州站）
2003年1月5日，張學友《音樂之旅世界巡迴演唱會》（溫州站）
2003年1月11日，那英、孙楠、零点乐队《“时代之光”顶级歌星大型演唱会》
2003年8月18日，阿杜《“百威2003超越激情音乐派对”阿杜演唱会》（溫州站）
2003年9月10日，费翔《迎中秋温州大型演唱会“费翔暨群星金曲演唱会”》
2003年10月11日，陈慧琳、萧亚轩、周迅、滕格尔、张行等《同一首歌“温州之约”大型文艺晚会》
2003年10月19日，迪克牛仔《“百威2003超越激情音乐派对”迪克牛仔演唱会》（溫州站）
2003年12月20日，周传雄、蔡依林、伍佰、何润东《交叉点服饰缘分之夜港台巨星演唱会》
2004年7月3日，譚詠麟×李克勤《左麟右李2004開心演唱會》（溫州站）
2005年6月11日，羽泉《“冷酷到底”演唱会》（溫州站）
2005年7月9日，黄品源、温岚《百威真音乐·激情无限音乐派对》（溫州站）
2006年3月18日，任賢齊《2006世界巡迴演唱會》（溫州站）
2007年5月18日，張學友《學友光年世界巡迴演唱會》（溫州站）
2007年9月21日，劉德華《Wonderful World 中國巡迴演唱會》（溫州站）
2008年7月5日，周杰倫《2008世界巡迴演唱會》（溫州站）
2009年11月28日，動力火車《超越巔峰 繼續轉動 世界巡迴演唱會》（溫州站）
2011年3月4日，張學友《1/2世紀世界巡迴演唱會》（溫州站）
2011年6月17﹣18日，陳奕迅《DUO 世界巡迴演唱會》（溫州站）
2011年8月19日，《2011王后駕到巨星全國巡迴演唱會》（溫州站）
2011年9月16日，張惠妹《AMeiZING 15週年世界巡迴演唱會》（溫州站）
2012年1月7日，王力宏《MUSIC-MAN Ⅱ火力全開世界巡迴演唱會》（溫州站）
2012年2月12日，方大同《15中國音樂之旅演唱會》（溫州站）
2012年4月20日，蔡依林《Myself世界巡迴演唱會》（溫州站）
2012年6月23日，蔡琴《新不了情世界巡迴演唱會》（溫州站）
2012年6月30日，五月天《諾亞方舟世界巡迴演唱會末日狂歡版》（溫州站）
2013年6月16日，蔡琴《新不了情世界巡迴演唱會安可場》（溫州站）
2013年9月7日，黑豹樂隊《光輝歲月中國搖滾教父演唱會》（溫州站）
2013年12月14日，王力宏《MUSIC-MAN Ⅱ火力全開世界巡迴演唱會安可場》（溫州站）
2014年8月23日，譚詠麟×李克勤《左麟右李十周年演唱會》（溫州站）
2014年11月8日，陳奕迅《EASON's LIFE 世界巡迴演唱會》（溫州站）
2017年8月17日，《大象城·超越想像巨星演唱會》（溫州站）
2017年10月27日，張學友《A CLASSIC TOUR 學友.經典世界巡迴演唱會》（溫州站）